# 1111
L’any 1111 (MCXI) va ser un any comú que començava en diumenge al calendari Julià.

## Esdeveniments
- Els musulmans conquereixen Saragossa
- El poble asteca comença el viatge cap a MèxicNecrològiques

Països catalans
- Bernat III de Besalú, darrer comte de Besalú i Ripoll.[1]
- Bernat Umbert, bisbe de Girona.[2]

Món
- 22 de febrer: Roger Borsa, duc de la Pulla i de Calàbria.[3]
- 5 d'octubre a prop de Meaux: Robert II de Flandes.[4]